# Reinoud II van Bar
Reinoud II van Bar (overleden op 25 november 1170) was van 1149 tot aan zijn dood graaf van Bar en heer van Mousson en Amance. 

## Levensloop
Reinoud was de tweede zoon van graaf Reinoud I van Bar en diens echtgenote Gisela van Vaudémont, dochter van graaf Gerard I van Vaudémont.
In 1135 nam hij samen met zijn vader en zijn broer Hugo deel aan het Concilie van Metz. In 1147 nam hij samen met zijn vader en zijn broer Diederik deel aan de Tweede Kruistocht. Tijdens de terugkeer in 1149 stierf zijn vader, waarna Reinoud II hem opvolgde als graaf van Bar.
Tijdens zijn bewind voerde Reinoud oorlogen met de hertog van Opper-Lotharingen en de bisschop van Metz. Nadat hij in 1152 de Abdij van Saint-Mihiel had aangevallen, werd hij zelfs geëxcommuniceerd en moest hij enkele schenkingen doen om van zijn excommunicatie af te geraken.
In 1170 stierf Reinoud II. Zijn oudste zoon Hendrik I volgde hem op.

## Huwelijk en nakomelingen
Reinoud huwde in 1155 met Agnes (overleden in 1207), dochter van graaf Theobald II van Champagne. Ze kregen vier kinderen:
- Hendrik I (1158-1190), graaf van Bar
- Theobald I (1159/1161-1214), graaf van Bar
- Reinoud (overleden in 1217), bisschop van Chartres
- Hugo, kanunnik in Chartres